# Born in the Wild
Born in the Wild — дебютный студийный альбом нигерийской певицы Tems, изданный 7 июня 2024 года лейблом RCA Records и Since '93. В поддержку альбома были выпущены синглы «Me & U», «Love Me JeJe» и «Burning». В альбоме Born in the Wild приняли участие Джей Коул и Asake. Продюсированием альбома занимались Tems, GuiltyBeatz, Sarz, P2J, London, Spax и DameDame. В рамках продвижения альбома Темс отправился в турне Born in the Wild Tour.
Born in the Wild имел коммерческий успех и вошёл в тридцатку лучших в Великобритании, Нидерландах и Швейцарии. В Соединённых Штатах он занял пятьдесят шестое место, став самым высоким в чарте альбомом нигерийской исполнительницы. Born in the Wild был номинирован на 67-й ежегодной премии «Грэмми» в категории Лучший альбом Global Music.

## История
В своём твите в 2022 году Tems объявила, что её дебютный студийный альбом должен выйти в 2023 году. Выход альбома был отложен по неизвестным причинам, и вместо этого Tems выпустила два сингла «Me & U» и «Not an Angel», которые стали её первым сольным музыкальным продуктом с 2021 года, не считая кавера на песню Боба Марли «No Woman, No Cry» для саундтрека «Чёрная пантера: Ваканда навеки». В марте 2024 года Tems сообщила журналу Billboard, что работа над альбомом завершена и что он выйдет в 2024 году. Вскоре после этого в Лагосе (Нигерия), а затем в Лос-Анджелесе и Лондоне состоялась частная сессия прослушивания альбома.

## Отзывы
| Совокупная оценка | Совокупная оценка |
| Источник          | Оценка            |
| ----------------- | ----------------- |
| Metacritic        | 86/100            |
| Оценки критиков   |                   |
| Источник          | Оценка            |
| African Folder    | 8.4/10            |
| Clash             | 8/10              |
| The Guardian      | [ 19 ]            |
| The Independent   | [ 20 ]            |
| NME               | [ 2 ]             |
| Spin              | [ 21 ]            |
| Pitchfork         | 7.8/10            |
| Rolling Stone     | 8/10              |

Born in the Wild получил высокие оценки в крупных изданиях как в Африке, так и по всему миру за вокал, тексты и подачу Tems. На сайте-агрегаторе рецензий Metacritic альбом получил средневзвешенный балл 86 из 100 на основе 7 рецензий, что свидетельствует о «всеобщем признании».
NME оценил альбом в 100 баллов, заявив: «От хайлайфа до хип-хопа, этот потрясающий дебют демонстрирует богатое музыкальное разнообразие Западной Африки через изменчивый подход к жанрам, который использует Бейонсе и Дрейк». Робин Мюррей в рецензии для Clash отметил: «Закрываясь „Hold On“, это богатый, бархатно-гладкий опыт, и вы остаётесь в недоумении, кто её сверстники на самом деле. Великолепие Лорин Хилл? Успех Sade? Темс находится в своей собственной полосе». Pitchfork написал: «В своём авантюрном и меланхоличном полноформатном дебюте нигерийская поп-звезда вновь заявляет о себе как о продюсере с богатым воображением и авторе своей собственной истории».

### Итоговые годовые списки критиков
Born in the Wild попал в рейтинги лучших альбомов 2024 года, составленные несколькими изданиями, включая десятку лучших в Entertainment Weekly, Los Angeles Times, The Hollywood Reporter и The FADER.. Billboard признал альбом вторым лучшим R&B-альбомом 2024 года.
| Публикация/критик      | Список                              | Ранг | Ссылка |
| ---------------------- | ----------------------------------- | ---- | ------ |
| Billboard              | The 50 Best Albums of 2024          | 18   | [ 30 ] |
| Billboard              | The 10 Best R&B Albums of 2024      | 2    | [ 29 ] |
| Business Insider       | The best albums of 2024             | 11   | [ 31 ] |
| Crack                  | Top 50 Albums of 2024               | 12   | [ 32 ] |
| Complex                | The 50 Best Albums of 2024          | 14   | [ 33 ] |
| Entertainment Weekly   | 10 Best Albums of 2024              | 10   | [ 25 ] |
| The Fader              | The 50 Best Albums of 2024          | 8    | [ 28 ] |
| Dazed                  | Best Albums of 2024                 | 19   | [ 34 ] |
| The Hollywood Reporter | The 10 Best Albums of 2024          | 6    | [ 27 ] |
| Los Angeles Times      | The 20 Best Albums of 2024          | 6    | [ 26 ] |
| NME                    | The best albums of 2024             | 41   | [ 35 ] |
| NPR                    | The 50 Best Albums of 2024          | н/д  | [ 36 ] |
| Rolling Stone          | The 100 Best Albums of 2024         | 37   | [ 37 ] |
| Uproxx                 | The Best Albums Of 2024             | н/д  | [ 38 ] |
| Variety                | The Best 20 Albums of 2024 (So Far) | 17   | [ 39 ] |

## Список композиций
| №                   | Название                        | Автор(ы)                                                 | Продюсеры            | Длительность |
| ------------------- | ------------------------------- | -------------------------------------------------------- | -------------------- | ------------ |
| 1.                  | «Born in the Wild»              | Temilade Openiyi Ronald Banful                           | Tems GuiltyBeatz     | 2:16         |
| 2.                  | «Special Baby» (Interlude)      | Openiyi                                                  | Tems                 | 1:28         |
| 3.                  | «Burning»                       | Openiyi Banful                                           | Tems GuiltyBeatz     | 2:55         |
| 4.                  | «Wickedest»                     | Openiyi Banful Edson Tayoro Salif Traoré                 | Tems GuiltyBeatz     | 2:36         |
| 5.                  | «Love Me JeJe»                  | Openiyi Banful Akano Samuel Seyi Sodimu                  | GuiltyBeatz Spax     | 2:58         |
| 6.                  | «Get It Right» (с Asake)        | Openiyi Ahmed Ololade Osabuohien Osaretin                | Sarz                 | 3:19         |
| 7.                  | «Ready»                         | Openiyi Banful                                           | GuiltyBeatz          | 3:45         |
| 8.                  | «Gangsta»                       | Openiyi Samuel Andrew Saidenberg Arnold Roman Diana King | Spax                 | 2:41         |
| 9.                  | «Unfortunate»                   | Openiyi Banful                                           | GuiltyBeatz          | 3:39         |
| 10.                 | «Boy O Boy»                     | Openiyi Banful Nsikak David                              | GuiltyBeatz David    | 2:52         |
| 11.                 | «Forever»                       | Openiyi Banful DameDame                                  | GuiltyBeatz DameDame | 3:16         |
| 12.                 | «Free Fall» (с J. Cole)         | Openiyi Jermaine Cole Richard Isong                      | P2J                  | 3:12         |
| 13.                 | «Voices in My Head» (Interlude) | Openiyi                                                  | Tems                 | 1:27         |
| 14.                 | «Turn Me Up»                    | Openiyi Michael Hunter                                   | London               | 3:36         |
| 15.                 | «Me & U»                        | Openiyi Banful                                           | GuiltyBeatz          | 3:12         |
| 16.                 | «T-Unit»                        | Openiyi Banful                                           | Tems GuiltyBeatz     | 3:03         |
| 17.                 | «You in My Face»                | Openiyi Banful                                           | GuiltyBeatz          | 4:28         |
| 18.                 | «Hold On»                       | Openiyi Banful                                           | Tems GuiltyBeatz     | 4:05         |
| Общая длительность: | Общая длительность:             | Общая длительность:                                      | Общая длительность:  | 54:26        |

## Чарты
| Чарт (2024)                            | Высшая позиция |
| -------------------------------------- | -------------- |
| Австралия Hip Hop/R&B Albums (ARIA)    | 31             |
| Бельгия/Фландрия (Ultratop)            | 86             |
| Бельгия/Валлония (Ultratop)            | 135            |
| Канада (Canadian Albums Chart)         | 52             |
| Нидерланды (Album Top 100)             | 29             |
| Франция (SNEP)                         | 74             |
| Нигерия (TurnTable)                    | 3              |
| Португалия (AFP)                       | 68             |
| Швейцария (Schweizer Hitparade)        | 22             |
| Великобритания (UK Albums Chart)       | 25             |
| Великобритания (UK R&B Albums Chart)   | 18             |
| США (Billboard 200)                    | 56             |
| США (Billboard Top R&B/Hip-Hop Albums) | 16             |
| США (Billboard World Albums)           | 2              |